# Christopher Smith (reżyser)
Christopher Smith (ur. 1970 w Bristolu) – brytyjski reżyser filmowy i scenarzysta.

## Filmografia

### Reżyseria
- 1997 - The 10000th Day
- 1998 - The Day Grandad Went Blind
- 2004 - Lęk
- 2006 - Redukcja
- 2009 - Piąty wymiar
- 2010 - Czarna śmierć
- 2012 - Labirynt
- 2014 - Uwolnić Mikołaja!
- 2016 - Objazd
- 2020 - The Banishing
- 2023 - Konsekracja

### Scenarzysta
- 1997 - The 10000th Day
- 1998 - The Day Grandad Went Blind
- 2004 - Lęk
- 2006 - Redukcja
- 2009 - Piąty wymiar
- 2014 - Uwolnić Mikołaja!
- 2016 - Detour